# Tetrastichus cyaniventris
Tetrastichus cyaniventris är en stekelart som först beskrevs av Victor Ivanovitsch Motschulsky 1863.  Tetrastichus cyaniventris ingår i släktet Tetrastichus och familjen finglanssteklar. Inga underarter finns listade i Catalogue of Life.